# Anthony Cary, 5. vikomt Falkland

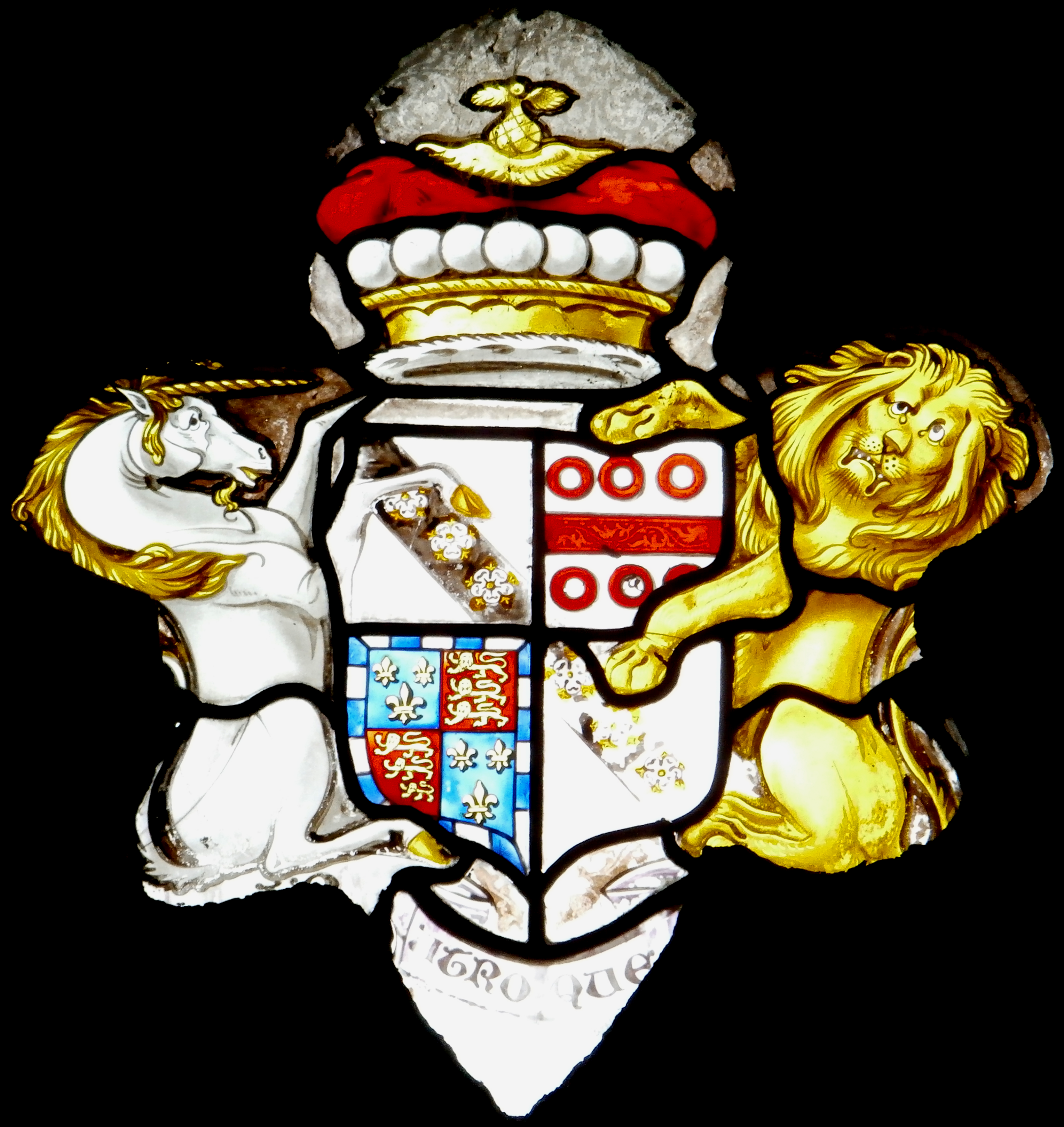
Erb rodu Cary

Anthony Cary (Carey), 5. vikomt Falkland (Anthony Carey, 5th Viscount Falkland, 5th Baron Carey) (16. února 1656, Farley Castle, Anglie – 24. května 1694, Londýn, Anglie) byl anglický politik ze staré šlechtické rodiny. Jako stoupenec toryů se uplatnil za vlády Stuartovců i po slavné revoluci. Díky dlouhodobému působení ve správě námořnictva po něm byly pojmenovány Falklandské ostrovy. V závěru kariéry byl obžalován ze zpronevěry a zemřel ve vězení.

## Kariéra
Pocházel ze starobylého šlechtického rodu připomínaného od 15. století pod jménem Carey nebo Cary, byl nejstarším synem 4. vikomta Falklanda. Narodil se na rodovém sídle Farley Castle v Berkshire, vystudoval v Oxfordu. Mezitím po otci zdědil titul vikomta Falklanda (1663; titul platil pouze pro Skotsko a nebylo s ním spojeno členství v anglické Sněmovně lordů). Jako stoupenec Stuartovců a po majetkově výhodném sňatku s Rebeccou Lytton (1660–1709) se za vlády Karla II. dostal k vysokému postu správce námořních financí (prezident úřadu námořního pokladu – Navy Treasurer, 1681–1689). V letech 1685–1687 a 1689–1694 byl členem Dolní sněmovny, kde patřil k aktivním poslancům z řad toryů. V letech 1687–1690 byl komořím prince Jiřího Dánského, kromě toho byl smírčím soudcem v sedmi hrabstvích a zástupcem místodržitele v Oxfordshire a Buckinghamshire. Postavení si udržel i po pádu Stuartovců a jako lord admirality (1691–1693) byl jmenován členem Tajné rady (1692). Nakonec se stal prvním lordem admirality (1693–1694). Tento post zastával jen rok a v květnu 1694 byl obžalován ze zpronevěry a uvězněn v Toweru, kde nedlouho poté zemřel na neštovice. Byl pohřben ve Westminsterském opatství.
Z manželství s Rebeccou Lytton měl jen jednu dceru zemřelou v dětství a titul vikomta Falklanda zdědil vzdálený příbuzný Lucis Carey (1687–1730), v jehož potomstvu přetrvává dodnes. Současným představitelem rodu je Lucius Carey, 15. vikomt Falkland (*1935).
Na jeho počest byly v roce 1690 pojmenovány Falklandské ostrovy.